# Le Tronquay (Eure)
Le Tronquay is een gemeente in het Franse departement Eure (regio Normandië) en telt 449 inwoners (2004). De plaats maakt deel uit van het arrondissement Les Andelys.

## Geografie
De oppervlakte van Le Tronquay bedraagt 18,6 km², de bevolkingsdichtheid is 24,1 inwoners per km².
De onderstaande kaart toont de ligging van Le Tronquay (Eure) met de belangrijkste infrastructuur en aangrenzende gemeenten.

## Demografie
Onderstaande figuur toont het verloop van het inwonertal (bron: INSEE-tellingen).

1. ↑  Populations de référence 2022.